# Gastald
Pour les articles homonymes, voir Gastaldo.

Solidus représentant l'effigie (à gauche) de Sico, gastald d'Acerenza et futur duc de Bénévent (817-832).

Le gastald (latin : gastaldus ; italien gastaldo) était dans le royaume lombard d'Italie un fonctionnaire responsable de la gestion économique d'une partie du domaine royal. Le gastald était également investi des pouvoirs militaires et judiciaires. Cette fonction a survécu à la chute du royaume lombard (774), aussi bien dans le nord de l'Italie que dans le Mezzogiorno, dans le duché lombard de Bénévent et dans les principautés lombardes de Salerne et de Capoue.
Dans le Frioul, cette fonction est encore attestée au XIVe siècle : en 1311, un brigand est livré au gastald de Gemona et, en 1330, un condamné à mort est livré au gastald de Carnia pour être exécuté.
Dans la république de Venise, le gastaldo fut le plus haut dignitaire d'une scuola.
Au sein du thème byzantin de Longobardie principalement peuplé de Lombards, le fonctionnaire chargé de l'administration locale générale est aussi appelée gastald avant d'être peu à peu remplacé par les tourmarques.
En vieux haut-allemand, le mot gastald, formé des éléments germaniques gast, « hôte », et waldan, « tenir, gouverner » (« celui qui tient les hôtes »), rattaché à l'anglo-saxon gesteald ou encore au gotique gastaldan, pouvait désigner une sorte de sénéchal.
En Italie, le mot est à l'origine de plusieurs patronymes : Castaldi, Castaldo, Castoldi, Gastaldin, Gastaldi(ni), Gastoldi, Gastaldo, Gastaudo, Gastaldelli, Gastaldello. En France, le mot est présent sous les patronymes Gastal dans l'espace occitan et Gastaud en pays d'oïl.